# Huelves
Huelves – gmina w Hiszpanii, w prowincji Cuenca, w Kastylii-La Mancha, o powierzchni 39,44 km². W 2011 roku gmina liczyła 76 mieszkańców.